# Tomba della Biga
La Tomba della Biga (en français : Tombe du Bige) est une tombe étrusque de la nécropole della Biga, à proximité d'Ischia di Castro, une commune de la province de Viterbe, datant probablement de la fin du VIe siècle av. J.-C.

## Histoire
La Tomba della Biga se trouve dans la nécropole homonyme des collines voisines de Ischia di Castro mettant en évidence l’importance de cette citadelle au cours des VIIe et VIe siècles av. J.-C. 
La tombe de type  a camera se trouve à proximité de la Chiesa del Crocefisso et a restitué un trousseau funéraire dans sa totalité. Des archéologues belges en 1967 y ont retrouvé un rarissime exemplaire de char de parade,, revêtu de bronze (fin VIe siècle av. J.-C.).

## Description
Un long dromos à ciel ouvert mène à la tombe qui est composée d'un atrium et d'une chambre.
La sépulture devait appartenir à un haut dignitaire aristocratique car en même temps que le bige, les chevaux de l'attelage, immolés au moment de la sépulture de leur propriétaire, dont on a retrouvé les squelettes, ont été enterrés dans l'atrium, lui aussi à ciel ouvert.

## Sources
- Voir liens externes